# Complemento circunstancial
Se denomina complemento circunstancial, a la función sintáctica desempeñada por un sintagma adverbial, por un sintagma nominal o por un sintagma preposicional, que señale alguna circunstancia semántica de tiempo, lugar o modo al verbo del que es complemento. A veces incluso cantidad, causa o finalidad de alguna acción.
- En el caso de un circunstancial de modo, puede ser: lentamente, rápidamente, etc.
- En el caso de un circunstancial de cantidad, puede ser: bastante, poco, mucho, demasiado, etc.
- En casos de un circunstancial de tiempo se encuentran los siguientes: hoy, ya, todavía, entonces, el lunes, el martes, el año pasado, etc.
- En casos de circunstancial de lugar hay: aquí, cerca, encima, en el bosque etc.
- En casos de frecuencia se encuentran : siempre, casi siempre, nunca etc.

Todos esos sintagmas se pueden sustituir entre ellos, conmutar o reemplazar: el adverbio o sintagma adverbial por un sintagma preposicional, y el sintagma preposicional por un adverbio o sintagma adverbial. Sin embargo, de ningún modo, un sintagma adverbial o adverbio puede sustituirse por un sintagma preposicional constituido por preposición más pronombre tónico, ya que en ese caso se trataría de un complemento de régimen o suplemento, ya sea suplemento directo (sin complemento directo) o suplemento indirecto (con complemento directo).
Algunos sintagmas nominales pueden funcionar como complementos circunstanciales: "Vendré el lunes". Sin embargo, se pueden sustituir por sintagmas preposicionales: "Vendré en el lunes", "durante el lunes". Por otra parte, algunos complementos del nombre pueden semánticamente indicar espacio y tiempo, nociones propias de complementos circunstanciales del verbo, por lo general de tiempo o lugar: "El armario del rincón está colocado en el rincón". Así pues, las clasificaciones del complemento circunstancial resultan ser más semánticas que sintácticas y funcionales y por tanto pueden inducir a error y confusión.

## Tipos de complementos circunstanciales
Los complementos circunstanciales más habituales en español son los siguientes:
| Tipo              | Abreviatura                         | Pregunta para reconocerlo                        | Ejemplo                                   |
| ----------------- | ----------------------------------- | ------------------------------------------------ | ----------------------------------------- |
| CC de lugar       | CCL                                 | ¿Dónde?                                          | Ha estacionado la moto en el garaje.      |
| CC de tiempo      | CCT                                 | ¿Cuándo?                                         | Iremos a la piscina el martes.            |
| CC de modo        | CCM                                 | ¿Cómo?                                           | No me gusta que contestes de esa manera.  |
| CC de causa       | CCC                                 | ¿Por qué?                                        | No trabajamos por una huelga.             |
| CC de finalidad   | CCF                                 | ¿Para qué?                                       | Compró quesos para cenar.                 |
| CC de compañía    | CCCo                                | ¿Con quién?                                      | Salió a comer con sus amigos.             |
| CC de instrumento | CCI                                 | ¿Con qué? (instrumento u objeto)                 | Cortó el jamón con un cuchillo de sierra. |
| CC de tema        | CCTema                              | ¿De qué?                                         | Los jóvenes hablaron de la playa.         |
| CC de materia     | CCMat                               | ¿Con qué? (material)                             | Esta mesa está hecha con madera.          |
| CC de concesión   | CCConc                              | ¿A pesar de qué?                                 | El partido se jugó a pesar de la lluvia.  |
| CC de cantidad    | CCCant                              | ¿Cuánto?                                         | El marinero comió mucho.                  |
| CC de propiedad   | CCP                                 | ¿De quién?                                       | El balón es de los dos.                   |
| CC de duda        | No tiene, normalmente son adverbios | Quizá, acaso, a lo mejor, tal vez, posiblemente. | Tal vez iré a la fiesta.                  |

Nota: la afirmación y la negación (o cualquier sintagma que vuelva la oración negativa, como jamás) sintácticamente se pueden analizar también como Modificador Directo (M.D.). Es discutible que la afirmación y la negación no sean circunstancias. Algunos autores creen que los adverbios de afirmación y negación "sí" y "no" son modalizadores oracionales porque se refieren a la realidad de toda la oración, pero otros, con un concepto más amplio de complemento circunstancial, entienden que dichos adverbios sí expresan una circunstancia positiva o negativa del predicado verbal, igual que si se tratara de un lugar, un modo..., y evitan así el término "modalizador".

## Terminología adoptada por la Escuela Funcionalista de Oviedo: el 'aditamento'
El aditamento es un término de lingüística acuñado por el Funcionalismo español de la Escuela de Oviedo (escuela de Emilio Alarcos Llorach). Es un complemento circunstancial cuando a principios de la oración circunstancial hay una preposición. 
Ejemplo: Hacia la orilla. Hacia = preposición; sería un complemento circunstancial de lugar (CCL). El término 'aditamento' ha de ser considerado en relación con el resto de términos propuestos por Emilio Alarcos en sus estudios gramaticales: 'implemento' (complemento directo), 'complemento' (complemento indirecto), 'suplemento' (complemento verbal de régimen preposicional), podría llamarse de esta manera si la acción está presente, de igual forma sería la sustracción del mismo. Y recuerda, solo estos están en el castellano.
Se recomienda ser coherente en la utilización conjunta de los términos; así pues, es recomendable que quien utilice el término 'complemento directo' y no el de 'implemento', continúe utilizando el de 'complemento circunstancial' y no 'aditamento'.
Se dice que el aditamento posee mayor movilidad respecto a los otros complementos verbales, pues puede colocarse, por ejemplo, delante del verbo sin necesidad de marcarlo entonativamente como tópico o tema del discurso.
Para la caracterización sintáctica y categorismo del aditamento, véase arriba la caracterización del complemento circunstancial.